# Ángel Pisarello
Ángel Gerardo Pisarello, o el "flaco" Pisarello (Saladas, Corrientes, 23 de septiembre de 1916 - detenido-desaparecido en San Miguel de Tucumán, 24 de junio de 1976), fue un dirigente estudiantil, abogado y político argentino, miembro de la Unión Cívica Radical, fundador de la Juventud Radical en Tucumán, que se desempeñó como senador y convencional constituyente provincial y embajador. Fue secuestrado, torturado y asesinado por su oposición a la dictadura militar argentina (1976-1983).

## Biografía
Ángel Pisarello nació en Saladas, Corrientes el 23 de septiembre de 1916, pero se crio en Resistencia, en ese entonces territorio nacional del Chaco, a donde sus padres su mudaron poco después de su nacimiento. Allí a los 22 años, en 1938, se afilió a la Unión Cívica Radical, siendo contratado como auxiliar de contaduría de la Municipalidad y luego designado secretario del Concejo Deliberante.
Intentó ingresar a estudiar la carrera de abogacía en las universidades de Buenos Aires y Córdoba, pero fue rechazado debido a que su primo, el escritor Gerardo Pisarello, era comunista. Finalmente es aceptado en la Universidad Nacional de Tucumán, donde se radica. Allí fundó la Juventud Radical en 1946, junto a Celestino Gelsi, siendo elegido presidente de la misma y delegado en la Federación Universitaria de Tucumán (FUT). En 1948 fue elegido senador provincial, durante el primer peronismo (1946-1955). Fue removido de su cargo de senador mediante juicio político en 1950. Al año siguiente fue elegido nuevamente senador provincial, desempeñándose en el cargo hasta que el gobierno constitucional fuera derrocado en 1955 por la dictadura autodenominada Revolución Libertadora. En 1949 fue elegido convencional constituyente para la reforma de la Constitución de la provincia de Tucumán.
En 1965 fue designado por el presidente Arturo Umberto Illia como embajador en Tanzania. Tras el golpe de Estado del 24 de marzo de 1976 fue el único abogado defensor de presos políticos en Tucumán, presentando gran cantidad de habeas corpus para las personas que eran detenidas-desaparecidas, hecho que le valió reiteradas amenazas y un atentado con una bomba en su oficina.
El 24 de junio de 1976, tres meses después de instalada la dictadura autodenominada Proceso de Reorganización Nacional, fue secuestrado frente a su familia en su casa en Tucumán, por un grupo de tareas. Apareció torturado y muerto el 2 de julio, en la ciudad de Santiago del Estero.

## Memoria
Una agrupación tucumana de la Unión Cívica Radical se denomina La Pisarello, en su memoria. Una calle de su pueblo natal, Saladas, lleva su nombre.

## Relaciones familiares
Su primo Gerardo Pisarello (1898-1986) fue un destacado escritor. Su hijo Gerardo Pisarello Prados, nacido en Argentina en 1970 y emigrado a España en 1995 para cursar estudios de Doctorado, es escritor y político, siendo electo teniente de alcalde de Barcelona en 2015.